# اردک پست و پلشت
اردک پست و پلشت (انگلیسی: Down and Dirty Duck) یک پویانمایی سکسی-کمدی آمریکایی است که در سال ۱۹۷۴ منتشر شد.